# Harry Potter
Harry Potter là một loạt tiểu thuyết huyền bí gồm bảy phần của nhà văn Anh Quốc J. K. Rowling. Bộ truyện viết về những cuộc phiêu lưu phù thủy của cậu bé Harry Potter cùng hai người bạn thân là Ron Weasley và Hermione Granger, lấy bối cảnh tại Trường Phù thủy và Pháp sư Hogwarts ở nước Anh. Những cuộc phiêu lưu tập trung vào cuộc chiến của Harry Potter trong việc chống lại tên Chúa tể Hắc ám Voldemort – người có tham vọng muốn trở nên bất tử, thống trị thế giới phù thủy, nô dịch hóa những người phi pháp thuật và tiêu diệt những ai cản đường hắn, đặc biệt là Harry Potter.
Bộ truyện kết hợp nhiều thể loại, bao gồm cả giả tưởng và giai đoạn tuổi mới lớn (với các yếu tố huyền bí, kinh dị, phiêu lưu và lãng mạn), nhiều ý nghĩa về văn hóa và tư liệu tham khảo. Cũng theo tác giả J. K. Rowling, chủ đề chính xuyên suốt là Cái chết.
Ngay từ khi xuất bản phần một (Harry Potter and the Philosopher's Stone – ấn bản Anh; Harry Potter and the Sorcerer's Stone – ấn bản Mỹ; Harry Potter và Hòn đá Phù thủy – bản dịch tiếng Việt) vào ngày 30 tháng 6 năm 1997, bộ truyện ngày càng nổi tiếng trên toàn thế giới, được giới phê bình hoan nghênh và rất thành công về mặt thương mại. Bộ truyện cũng nhận được một số lời chỉ trích, bao gồm cả việc lo ngại về vẻ đen tối ngày càng tăng. Đến tháng 2 năm 2018, cả bảy quyển đã bán được hơn 500 triệu bản, trở thành bộ sách bán chạy nhất trong lịch sử và được dịch sang 67 ngôn ngữ. Phần bảy, và cũng là phần cuối cùng, Harry Potter and the Deathly Hallows (Harry Potter và Bảo bối Tử thần) xuất bản vào ngày 21 tháng 7 năm 2007. Hơn 11 triệu quyển đã được bán trong 24 giờ đầu tiên.
Nhờ vào sự thành công của bộ truyện, J. K. Rowling đã trở thành nhà văn giàu nhất trong lịch sử văn học. Những bản in bằng tiếng Anh được phát hành bởi nhà xuất bản Bloomsbury ở Vương quốc Liên hiệp Anh và Bắc Ireland, Scholastic Press ở Mỹ, Allen & Unwin ở Úc và Raincoast Books ở Canada. Tại Việt Nam, bộ truyện này được Nhà xuất bản Trẻ xuất bản từ bản dịch của dịch giả Lý Lan.
Cả bộ truyện 7 quyển, với quyển thứ 7 được chia thành 2 phần, dựng thành 8 bộ phim trong loạt phim cùng tên phát hành bởi Warner Bros. Pictures, trở thành loạt phim có doanh thu cao nhất mọi thời đại, kéo theo thương hiệu Harry Potter có giá trị hơn 25 tỷ USD.